# Melaleuca bromelioides
Melaleuca bromelioides är en myrtenväxtart som beskrevs av Bryan Alwyn Barlow. Melaleuca bromelioides ingår i släktet Melaleuca och familjen myrtenväxter. Inga underarter finns listade i Catalogue of Life.